# Европска политичка заједница
Европска политичка заједница (ЕПЗ) је међувладин форум за политичке и стратешке дискусије о будућности Европе. Основан је 2022. године, након инвазије Русије на Украјину. Група се први пут састала у октобру 2022. у Прагу, са учесницима из 44 европске државе, као и председницима Европског савета и Европске комисије. Разликује се и од Европске уније (која је учесник) и од Савета Европе (који представља генерални секретар).

## Иницијатива
Европску политичку заједницу предложио је председник Француске Републике Емануел Макрон. У току француског председавања Саветом Европске уније, Макрон је званично представио пројекат на састанку Европског савета који је одржан 23. и 24. јуна 2022. године. Према Макроновом предлогу, циљ пројекта је да обезбеди платформу за координацију политике међу европским државама, те подстакне политички дијалог и сарадњу у циљу решавања питања од заједничког интереса, како би се ојачала безбедност, стабилност и просперитет Европе.

## Самити
Први самит требало би да се одржи у Прагу, главном граду Чешке, од 6. до 7. октобра 2022. године. Уживо ће га преносити Евровизија.
Уједињено Краљевство је 29. септембра 2022. најавило да ће присуствовати састанку и понудило да буде домаћин наредног.
| Датум             | Држава домаћин       | Град домаћин                | Домаћин      | Државе гости |
| ----------------- | -------------------- | --------------------------- | ------------ | ------------ |
| 6. октобар 2022.  | Чешка                | Прашки храд, Праг           | Петр Фијала  | 44           |
| 1. јун 2023.      | Молдавија            | Замак Мими, Булбоака        | Маја Санду   | 45           |
| 5. октобар 2023.  | Шпанија              | Алхамбра, Гранада           | Педро Санчез | 45           |
| 18. јул 2024.     | Уједињено Краљевство | Бленхајмска палата, Вудсток | Кир Стармер  | 42           |
| 7. новембар 2024. | Мађарска             | Пушкаш арена, Будимпешта    | Виктор Орбан | 42           |
| 16. мај 2025.     | Албанија             | Скендербегов трг, Тирана    | Еди Рама     | 45           |

## Учесници
- Азербејџан
- Албанија
- Аустрија
- Белгија
- Босна и Херцеговина
- Бугарска
- Грузија
- Грчка
- Данска
- Естонија
- Ирска
- Исланд
- Италија
- Јерменија
- Кипар

- Косово[а]
- Летонија
- Литванија
- Лихтенштајн
- Луксембург
- Мађарска
- Малта
- Молдавија
- Немачка
- Норвешка
- Пољска
- Португалија
- Румунија
- Северна Македонија
- Словачка

- Словенија
- Србија
- Турска
- Уједињено Краљевство
- Украјина
- Финска
- Француска
- Хрватска
- Холандија
- Црна Гора
- Чешка
- Швајцарска
- Шведска
- Шпанија
- Европска унија

## Критике и контроверзе
Извештај који је објавио Associated Press наводи да „критичари тврде да је нови форум покушај да се успори проширење ЕУ. Други се плаше да би могао постати говорница, која ће се можда састајати једном или два пута годишње, али без икаквог стварног утицаја или садржаја.” У извештају се закључује да се „не нуди никакав новац или програми ЕУ, нити ће бити издата званична декларација након самита. Доказ успеха Европске политичке заједнице ће вероватно бити уколико се други састанак икад и одржи.”
Стварање овог новог форума је наводно „збунило” Савет Европе, док је портпарол изјавио: „У области људских права, демократије и владавине права, таква паневропска заједница већ постоји: то је Савет Европе.”